# Ronaldo Rodrigues de Jesus
Ronaldo Rodrigues de Jesus (São Paulo, 19 juni 1965), ook wel kortweg Ronaldão genoemd, is een voormalig Braziliaanse voetballer.

## Carrière
Ronaldão speelde tussen 1986 en 2002 voor São Paulo, Shimizu S-Pulse, Flamengo, Santos, Coritiba en Ponte Preta.

## Braziliaans voetbalelftal
Ronaldão debuteerde in 1991 in het Braziliaans nationaal elftal en speelde 14 interlands, waarin hij 1 keer scoorde. Hij won met Brazilië het WK 1994.
1 Taffarel ·
2 Jorginho ·
3 Ricardo Rocha ·
4 Ronaldão ·
5 Mauro Silva ·
6 Branco ·
7 Bebeto ·
8 Dunga  ·
9 Zinho ·
10 Raí ·
11 Romário ·
12 Zetti ·
13 Aldair ·
14 Cafú ·
15 Márcio Santos ·
16 Leonardo ·
17 Mazinho ·
18 Paulo Sérgio ·
19 Müller ·
20 Ronaldo ·
21 Viola ·
22 Gilmar ·
Coach: Parreira
1 Taffarel ·
2 Jorginho ·
3 Aldair ·
4 Ronaldão ·
5 César Sampaio ·
6 Roberto Carlos ·
7 Edmundo ·
8 Dunga  · 
9 Túlio Maravilha ·
10 Juninho Paulista ·
11 Zinho ·
12 Danrlei ·
13 Rodrigo ·
14 André Cruz ·
15 Narciso ·
16 Leandro Ávila ·
17 Beto ·
18 Leonardo ·
19 Souza ·
20 Ronaldo ·
21 Sávio ·
22 Dida ·
Coach: Zagallo